# Clark-Normalelement

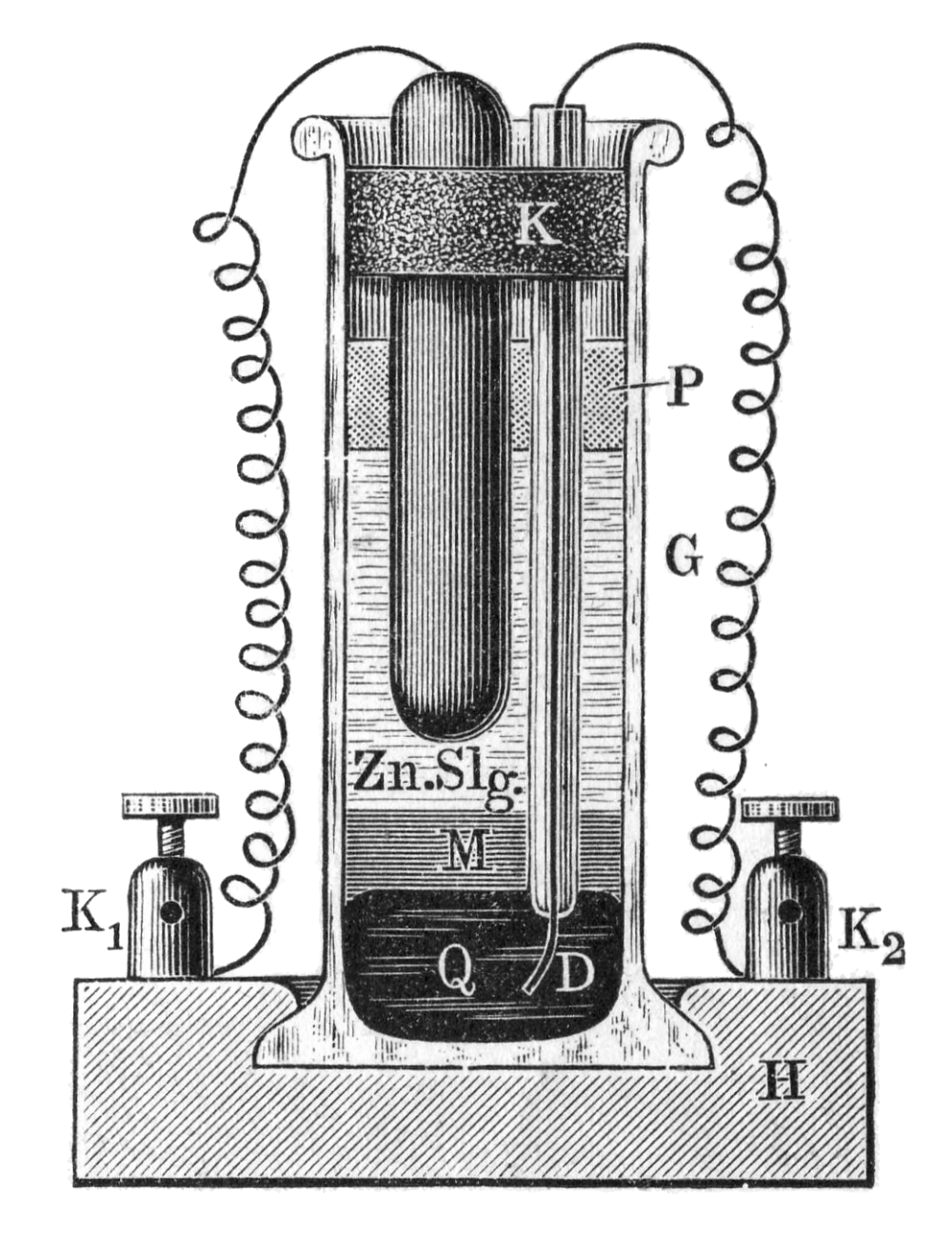
Schnittdarstellung eines Clark-Normalelementes

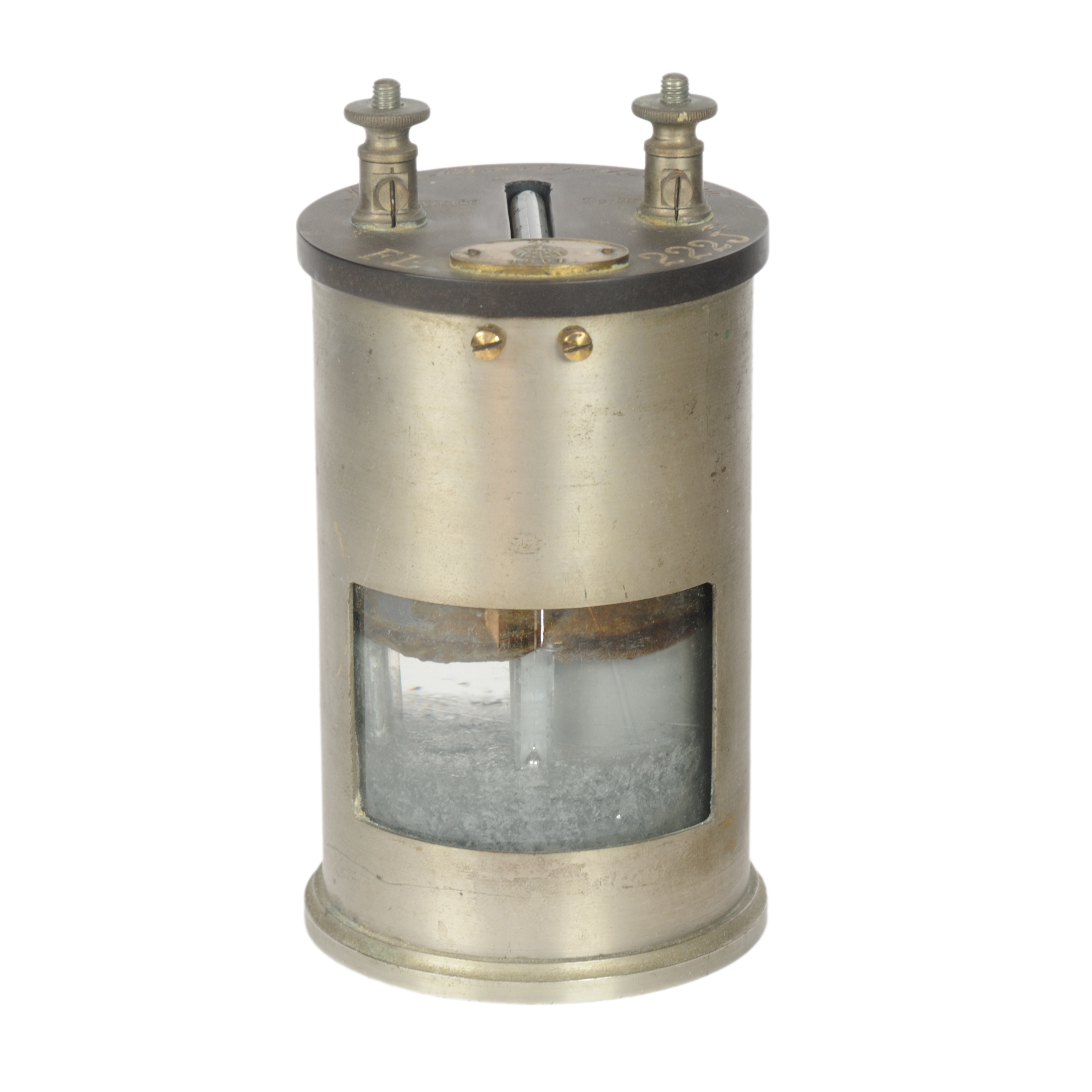
Normalelement nach Clark, gefertigt nach den Vorgaben der Physikalisch-Technischen-Reichsanstalt; Otto Wolff, Berlin; 1897

Das Clark-Normalelement ist eine spezielle galvanische Zelle, welche eine stabile Gleichspannung liefert. Sie diente in der Frühzeit der Elektrotechnik, insbesondere in der Zeit von 1893 bis 1908, als Referenzspannungsquelle. Sie war vom britischen Ingenieur Josiah Latimer Clark erfunden worden, der sie nach vierjähriger Entwicklungszeit im Jahr 1872 bekanntgemacht hat.

## Aufbau
Im Clark-Normalelement besteht die Anode aus einem Amalgam von Zink und Quecksilber, dem sogenannten Zink-Amalgam. In der rechts gezeigten Abbildung ist der Zinkamalgamstab auf der linken Seite der Zelle angebracht und mit der Klemme K1 verbunden. Am Boden der Zelle ist die Kathode aus flüssigem Quecksilber, welche durch den Elektrolyt mit einem isolierenden Glasstab zur Klemme K2 verbunden ist. Der Elektrolyt besteht aus einer wässrigen und gesättigten Zinksulfatlösung. Als Depolarisator dient Quecksilber(I)-sulfat (Hg2SO4).
Der Zellaufbau der ursprünglichen Clark-Zelle kann mit dem Zellschema
(−)Zn(s) | ZnSO4·7 H2O(c) | ZnSO4(sat. aq) | ZnSO4 · 7H2O(c) | Hg2SO4(s) | Hg(l)(+)
beschrieben werden, mit s=fest, c=kristallin, l=flüssig und sat.aq=gesättigte wässrige Lösung.
Verkürzt wird das geschrieben als
Zn|ZnSO4|Hg2SO4|Hg.
Die Amalgamierung des Zinks wurde 1884 von Lord Rayleigh und H. Sidgwick vorgeschlagen; sie verbesserte die Zelle beträchtlich.

## Eigenschaften und Nutzung
Das Clark-Normalelement besitzt bei einer Temperatur von 15 °C eine Leerlaufspannung von 1,4328 V. Der entnommene elektrische Strom soll möglichst klein sein.
Das Clark-Normalelement weist einige Nachteile wie einen vergleichsweise großen Temperaturkoeffizienten von −1,15 mV/°C und Korrosionsprobleme im Bereich der Anschlussdrähte mit dem Zink-Amalgam auf. Das Clark-Normalelement wurde in der Folge von dem temperaturstabileren Weston-Normalelement abgelöst. Auf der internationalen Konferenz über elektrische Einheiten und Normale in London im Oktober 1908 wurde bei der Festlegung des Normalelements die Clark-Zelle offiziell durch das Weston-Element ersetzt.